# نویهاوزن اوف دن فیلدرن
نویهاوزن اوف دن فیلدرن (به آلمانی: Neuhausen auf den Fildern) یک شهر در آلمان است که در ااسلینگن واقع شده‌است. نویهاوزن اوف دن فیلدرن ۱۱٬۴۵۰ نفر جمعیت دارد.